# سيريل تومسون
سيريل تومسون (بالإنجليزية: Cyril Thompson)‏ (18 ديسمبر 1918 في المملكة المتحدة - 5 أبريل 1972 في المملكة المتحدة) هو لاعب كركيت ولاعب كرة قدم بريطاني (وحمل سابقاً جنسية المملكة المتحدة لبريطانيا العظمى وأيرلندا) في مركز الهجوم. لعب مع برايتون أند هوف ألبيون وديربي كاونتي ونادي ساوثيند يونايتد ونادي واتفورد ونادي فوكستون.